# Grorud Station (Hovedbanen)
 Ikke at forveksle med Grorud Station.
Grorud Station (Grorud stasjon) er en jernbanestation på Hovedbanen i Norge. Stationen ligger ved Østre Aker vei, nær bunden af Groruddalen, i Oslo. Stationen består af tre spor med to perroner og en gul stationsbygning i træ. Den betjenes af lokaltog mellem Spikkestad og Lillestrøm. Desuden betjenes stationen af flere buslinjer.
Stationen åbnede 1. september 1854 som en del af Hovedbanen, der var Norges første jernbane. De engelske ingeniører der byggede banen kaldte stationen for Grorud, til trods for at den egentlig ligger i Furuset. Den første stationsbygning fra banens åbning brændte omkring 1865, hvorefter den afløstes af den nuværende. Stationen blev fjernstyret 24. januar 1972 og gjort ubemandet 2. juni 1991.
Der er også en Grorud Station på T-banen Grorudbanen.